# Nazionale femminile di pallacanestro di Cuba
La Nazionale femminile di pallacanestro di Cuba è la rappresentativa cestistica femminile di Cuba ed è posta sotto l'egida della Federazione cestistica di Cuba.

## Piazzamenti

### Olimpiadi
- 1980 - 5º
- 1992 - 4º
- 1996 - 6º
- 2000 - 9º

### Campionati del mondo
- 1953 - 10º
- 1957 - 12º
- 1971 - 7º
- 1983 - 10º

- 1986 - 6º
- 1990 -  3º
- 1994 - 6º
- 1998 - 7º

- 2002 - 9º
- 2006 - 11º
- 2014 - 12º

### Campionati americani
- 1989 -  1º
- 1993 - 4º
- 1995 -  2°
- 1997 -  3°
- 1999 -  1°

- 2001 -  2°
- 2003 -  2°
- 2005 -  1°
- 2007 -  2°
- 2009 - 4°

- 2011 - 4º
- 2013 -  1°
- 2015 -  2°
- 2017 - 8°
- 2019 - 6°

- 2023 - 9°

### Campionati centramericani
- 1971 -  1°
- 1973 -  2°
- 1975 -  1°
- 1977 - Ritirata
- 1981 -  1°

- 1985 -  1°
- 1989 -  1°
- 1991 -  2°
- 1993 -  1°
- 1995 -  1°

- 1997 -  1°
- 1999 -  1°
- 2001 -  1°
- 2003 -  1°
- 2004 -  1°

- 2006 -  1°
- 2008 -  1°
- 2012 -  1°
- 2014 -  1°
- 2018 -  2°

- 2022 -  3°

### Campionati caraibici
- 2018 -  1°
- 2022 -  1°

### Giochi panamericani
- 1967 - 5º
- 1971 -  3º
- 1975 -  3º
- 1979 -  1º
- 1983 -  2º

- 1987 - 4°
- 1991 -  2º
- 1995 - Torneo annullato
- 1999 -  1º
- 2003 -  1º

- 2007 -  3º
- 2015 -  3º

## Formazioni

### Olimpiadi
Pallacanestro ai Giochi della XXII Olimpiade - Torneo femminile4 Borrell, 5 Átiez, 6 Bécquer, 7 Moret, 8 Corvea, 9 Despaigne, 10 Charro, 11 de los Santos, 12 de la Paz, 13 Pérez, 14 Skeet, 15 Salmón,        All. Manuel Pérez
Pallacanestro ai Giochi della XXV Olimpiade - Torneo femminile4 Borrell, 5 A. Hernández, 6 Vigil, 7 Herrera, 8 Lagnó, 9 Águila, 10 León, 11 Martínez, 12 Henry, 13 Castillo, 14 R. Hernández, 15 Enríquez,        All. Manuel Pérez
Pallacanestro ai Giochi della XXVI Olimpiade - Torneo femminile4 Víctores, 5 Seino, 6 Vigil, 7 Herrera, 8 Lagnó, 9 Águila, 10 León, 11 Martínez, 12 Henry, 13 Hechavarría, 14 Gómez, 15 Enríquez,        All. Miguel del Río
Pallacanestro ai Giochi della XXVII Olimpiade - Torneo femminile4 Víctores, 5 Seino, 6 Plutín, 7 Herrera, 8 Soria, 9 Suero, 10 León, 11 Martínez, 12 Henry, 13 Castillo, 14 Hechavarría, 15 Enríquez,        All. José Ramírez

### Campionati del mondo
Campionato mondiale femminile di pallacanestro 19533 Pérez, 5 Thaureaux, 6 Buergo, 7 Suárez, 8 Veulens, 9 Soler, 11 Palacio, 12 González, 13 Morales, 17 Míguez, 20 Aldao, 25 Portella,        All. René Otl
Campionato mondiale femminile di pallacanestro 19573 Lee, 4 Núñez, 5 Thaureaux, 6 Buergo, 7 Santana, 8 de Dios, 9 Olmedo, 10 Carasou, 11 Palacio, 12 González, 13 Hernández, 14 Escaurido,        All. Mario Quintero
Campionato mondiale femminile di pallacanestro 19714 Vázquez, 5 González, 6 Olivera, 7 Cupull, 8 Borrero, 9 Reynoso, 10 Charro, 11 Jova, 12 de la Paz, 13 Mojena, 14 Skeet, 15 Serret,        All. Ivan Todorov
Campionato mondiale femminile di pallacanestro 19834 Borrell, 5 Átiez, 6 Moret, 7 Bécquer, 8 Carrillo, 9 Despaigne, 10 Charro, 11 Coss, 12 Henry, 13 Cala, 14 Skeet, 15 McCarthy,        All. Manuel Pérez
Campionato mondiale femminile di pallacanestro 19864 Borrell, 5 Cañizares, 6 Moret, 7 Bécquer, 8 Perdomo, 9 Arias, 10 León, 11 Coss, 12 Henry, 13 Díaz, 14 Hernández, 15 McCarthy,        All. Manuel Pérez
Campionato mondiale femminile di pallacanestro 19904 Borrell, 5 A. Hernández, 6 Vigil, 7 Gómez, 8 Perdomo, 9 Águila, 10 León, 11 Martínez, 12 Henry, 13 Cala, 14 R. Hernández, 15 Castillo,        All. Manuel Pérez
Campionato mondiale femminile di pallacanestro 19944 Seino, 5 Martínez, 6 Lagnó, 7 Vigil, 8 Henry, 9 Borrell, 10 Víctores, 11 Hernández, 12 Castillo, 13 León, 14 Enríquez, 15 Águila,        All. Miguel del Río
Campionato mondiale femminile di pallacanestro 19984 Víctores, 5 Seino, 6 Suero, 7 Herrera, 8 Soria, 9 Águila, 10 León, 11 Martínez, 12 Henry, 13 Castillo, 14 Ríos, 15 Enríquez,        All. Miguel del Río
Campionato mondiale femminile di pallacanestro 20024 Víctores, 5 Suero, 6 Plutín, 7 Atíes, 8 Soria, 9 Águila, 10 León, 11 Martínez, 12 Duany, 13 Castillo, 14 Hechavarría, 15 Enríquez,        All. José Ramírez
Campionato mondiale femminile di pallacanestro 20064 Romero, 5 Suero, 6 Plutín, 7 Gelis, 8 Soria, 9 Amargo, 10 Boulet, 11 Martínez, 12 Calvo, 13 Oquendo, 14 Rodríguez, 15 Ávila,        All. Armando Acosta
Campionato mondiale femminile di pallacanestro 20144 Ochoa, 5 Casanova, 6 Galindo, 7 Gelis, 8 Romero, 9 Amargo, 10 Povea, 11 Cepeda, 12 Noblet, 13 Fernández, 14 Oquendo, 15 Ávila,        All. Alberto Zabala

### Campionati americani
Campionato americano femminile di pallacanestro 19894 Borrell, 5 A. Hernández, 6  Gómez, 7 Díaz, 8 Perdomo, 9 Águila, 10 León, 11 Martínez, 12 Henry, 13 Cala, 14 R. Hernández, 15 McCarthy,        All. Manuel Pérez
Campionato americano femminile di pallacanestro 1993Borrell, Castillo, Enríquez, Gómez, Henry, Hernández, Herrera, León, Martínez, Seino, Vigil, Villaurrutia, All. Manuel Pérez
Template:Cuba femminile pallacanestro americano 1995
Template:Cuba femminile pallacanestro americano 1997
Template:Cuba femminile pallacanestro americano 1999
Campionato americano femminile di pallacanestro 20014 Boulet, 5 Suero, 6 Plutín, 7 García, 8 Soria, 9 Águila, 10 León, 11 Martínez, 12 Duany, 13 Atíes, 14 Hechavarría, 15 Enríquez,        All. José Ramírez
Campionato americano femminile di pallacanestro 20034 Víctores, 5 Suero, 6 Plutín, 7 Gelis, 8 Soria, 9 Águila, 10 Boulet, 11 Martínez, 12 Duany, 13 Castillo, 14 Hechavarría, 15 Ávila,        All. José Ramírez
Campionato americano femminile di pallacanestro 20054 Romero, 5 Suero, 6 Plutín, 7 Gelis, 8 Noblet, 9 Amargo, 10 Boulet, 11 Martínez, 12 Calvo, 13 Castillo, 14 Hechavarría, 15 Ávila,        All. Armando Acosta
Campionato americano femminile di pallacanestro 20074 Romero, 5 Casanova, 6 Plutín, 7 Gelis, 8 Soria, 9 Amargo, 10 Boulet, 11 Martínez, 12 Noblet, 13 Fernández, 14 Rodríguez, 15 Ávila,        All. Alberto Zabala
Campionato americano femminile di pallacanestro 20094 Romero, 5 Casanova, 6 Calvo, 7 Gelis, 8 Soria, 9 Amargo, 10 Moisés, 11 Cepeda, 12 Noblet, 13 Fernández, 14 Hechavarría, 15 Ávila,        All. Alberto Zabala
Campionato americano femminile di pallacanestro 20114 Carbonell, 5 Casanova, 6 Martínez, 7 Gelis, 8 Thompson, 9 Amargo, 10 Moisés, 11 Cepeda, 12 Noblet, 13 Fernández, 14 Oquendo, 15 Ávila,        All. Alberto Zabala
Campionato americano femminile di pallacanestro 20134 Ochoa, 5 Casanova, 6 Galindo, 7 Gelis, 8 Romero, 9 Amargo, 10 Povea, 11 Cepeda, 12 Noblet, 13 Fernández, 14 Oquendo, 15 Ávila,        All. Alberto Zabala
Campionato americano femminile di pallacanestro 20154 Ochoa, 5 Casanova, 6 Galindo, 7 Gelis, 8 Romero, 9 Amargo, 10 Povea, 11 Cepeda, 12 Noblet, 13 Atíes, 14 Oquendo, 15 Ávila,        All. Alberto Zabala
Campionato americano femminile di pallacanestro 20174 Ochoa, 5 Casanova, 6 Galindo, 7 Martínez, 8 Romero, 9 Armentero, 10 García, 11 Cepeda, 12 Bouly, 13 Thompson, 14 Oquendo, 15 Tornell,        All. Alberto Zabala
Campionato americano femminile di pallacanestro 20190 Colas, 2 Martínez, 9 Amargo, 10 García, 15 Ávila, 17 Jourdain, 20 Bécquer, 21 Calvo, 55 Tornell, 56 Galindo, 80 Neyra, 83 Vargas,        All. Margarito Pedroso
Campionato americano femminile di pallacanestro 20239 Amargo, 10 Claro, 11 Montero, 12 Vargas, 17 Jourdain, 22 Despaigne, 24 Tanis, 30 Armentero, 32 Guilarte, 55 Tornell, 80 Neyra, 87 Contreras,        All. Margarito Pedroso

### Campionati centramericani
Campionato centramericano femminile di pallacanestro 20064 Romero, 5 Suero, 6 Plutín, 7 Gelis, 8 Oquendo, 9 Amargo, 10 Boulet, 11 Martínez, 12 Calvo, 13 Y. Rodríguez, 14 D. Rodríguez, 15 Ávila,        All. Armando Acosta
Campionato centramericano femminile di pallacanestro 20084 Romero, 5 Casanova, 6 Plutín, 7 Gelis, 8 Soria, 9 Amargo, 10 Boulet, 11 Cepeda, 12 Noblet, 13 Fernández, 14 Oquendo, 15 Ávila,        All. Alberto Zabala
Campionato centramericano femminile di pallacanestro 20124 Carbonell, 5 Casanova, 6 Martínez, 7 Gelis, 8 Romero, 9 Amargo, 10 Moisés, 11 Cepeda, 12 González, 13 Fernández, 14 Oquendo, 15 Ávila,        All. Alberto Zabala
Campionato centramericano femminile di pallacanestro 20144 Carbonell, 5 Casanova, 6 Galindo, 7 Gelis, 8 Romero, 9 Amargo, 10 García, 11 Cepeda, 12 Noblet, 13 Ochoa, 14 Oquendo, 15 Ávila,        All. Alberto Zabala
Campionato centramericano femminile di pallacanestro 20184 Ochoa, 6 Martínez, 9 Amargo, 10 Tornell, 11 Cepeda, 14 Oquendo, 15 Ávila, 19 Pérez, 20 Bécquer, 21 Bouly, 23 Galindo,        All. Alberto Zabala
Campionato centramericano femminile di pallacanestro 20229 Amargo, 12 Vargas, 17 Jourdain, 22 Despaigne, 24 Tanis, 25 Claro, 30 Armentero, 55 Tornell, 80 Neyra, 87 Contreras,        All. Margarito Pedroso

### Campionati caraibici
Campionato caraibico femminile di pallacanestro 20223 Fraguela, 9 Amargo, 11 Montero, 12 Vargas, 17 Jourdain, 22 Despaigne, 24 Tanis, 25 Claro, 30 Armentero, 55 Tornell, 56 Galindo, 87 Contreras, 00 Millet,       All. Margarito Pedroso

### Giochi panamericani
Pallacanestro femminile ai V Giochi panamericaniCamps, Cartaya, E. González, M. González, P. González,  Jova, Li, Nápoles, Polledo, Serret, Skeet, Vázquez, All. -
Pallacanestro femminile ai VI Giochi panamericaniBorrero, Charro, Cupull, de la Paz, González, Jova, Olivera, Reynoso, Serret, Skeet, Ge. Vázquez, Gl. Vázquez, All. Ivan Todorov
Pallacanestro femminile ai VII Giochi panamericani4 Álvarez, 5 González, 6 Linares, 7 Bécquer, 8 Borrero, 9 Reynoso, 10 Charro, 11 Caballero, 12 de la Paz, 13 V. Pérez, 14 Skeet, 15 Salmón,        All. Manuel Pérez
Pallacanestro femminile agli VIII Giochi panamericaniÁtiez, Bécquer, Borrell, Borrero, Charro, Corvea, de la Paz, Despaigne, Moret, V. Pérez, Reynoso, Salmón, Skeet, All. Manuel Pérez
Pallacanestro femminile ai IX Giochi panamericani4 Borrell, 5 Átiez, 6 Moret, 7 Bécquer, 8 Carrillo, 9 Despaigne, 10 Charro, 11 Coss, 12 Henry, 13 Cala, 14 Skeet, 15 McCarthy,        All. Manuel Pérez
Pallacanestro femminile ai X Giochi panamericani4 Borrell, 5 A. Hernández, 6 Moret, 7 Bécquer, 8 Perdomo, 9 Cañizares, 10 León, 11 O. Díaz, 12 Henry, 13 Cala, 14 R. Hernández, 15 J. Díaz,        All. -
Pallacanestro femminile agli XI Giochi panamericani4 Borrell, 5 A. Hernández, 6 Vigil, 7 Abreu, 8 Perdomo, 9 Herrera, 10 León, 11 Martínez, 12 Henry, 13 Seino, 14 R. Hernández, 15 Enríquez,        All. Manuel Pérez
Pallacanestro femminile ai XIII Giochi panamericani4 Víctores, 5 Seino, 6 Suero, 7 Herrera, 8 Plutín, 9 Águila, 10 León, 11 Martínez, 12 Henry, 13 Castillo, 14 Hechavarría, 15 Enríquez,        All. José Ramírez
Pallacanestro femminile ai XIV Giochi panamericani4 Víctores, 5 Suero, 6 Plutín, 7 Gelis, 8 Capiró, 9 Águila, 10 Boulet, 11 Martínez, 12 Duany, 13 Castillo, 14 Rodríguez, 15 Ávila,        All. José Ramírez
Pallacanestro femminile ai XV Giochi panamericani4 Romero, 5 Suero, 6 Plutín, 7 Gelis, 8 Soria, 9 Amargo, 10 Boulet, 11 Martínez, 12 Hechavarría, 13 Oquendo, 14 Noblet, 15 Ávila,        All. Alberto Zabala
Pallacanestro femminile ai XVII Giochi panamericani4 Ochoa, 5 Casanova, 6 Galindo, 7 Gelis, 8 Romero, 9 Amargo, 10 Povea, 11 Cepeda, 12 Noblet, 13 Atíes, 14 Oquendo, 15 Ávila,        All. Alberto Zabala